# Sandra Ortega Mera
Sandra Ortega Mera (La Corunya, 19 de juliol del 1968) és una multimilionària espanyola, filla d'Amancio Ortega Gaona, fundador d'Inditex i una de les persones més riques en el món, i de la seva primera muller, Rosalía Mera. Té un grau de psicologia per la universitat de Santiago de Compostel·la. A la mort de la seva mare Rosalia Mera el 2013, va heretar la seva participació del 7% a Inditex, i va esdevenir la dona més rica d'Espanya, amb un patrimoni de 7,3$ bilions. Mera, que té un germà amb paràlisi cerebral, dedica el temps a una fundació fundada per la seva mare per ajudar les persones amb discapacitats mentals i físiques, la Fundación Paideia Galiza.